# ایئن اس. داف
ایئن اس. داف (به انگلیسی: Iain S. Duff) یک ریاضیدان و دانشمند رایانه بریتانیایی است که به دلیل تخصصش در روش‌های عددی و نرم‌افزار برای حل مسئله با ماتریس‌های پراکنده، به ویژه کتابخانه زیربرنامه هارول شناخته شده‌است. از سال ۱۹۸۶ تا ۲۰۰۹، او رهبر گروه تجزیه و تحلیل عددی در آزمایشگاه هارول بود، که در سال ۱۹۹۰ به آزمایشگاه رادرفورد اپلتون منتقل شد. او همچنین رهبر پروژه گروه الگوریتم‌های موازی در سرفیس (CERFACS) در تولوز است.